# Gullan Bornemark
Elin Gunhild "Gullan" Bornemark, född Bohlin 28 november 1927 i Härnösand, är en svensk musikdirektör, musikpedagog, textförfattare och kompositör.
Hon pratade i Sommar i P1 den 12 augusti 2017.

## Biografi
Gullan Bornemark föddes i Härnösand 1927, som dotter till lektorn och sedermera rektorn för Högre tekniska läroverket där, Helge Bohlin (1892–1973) och hans hustru Eva Elsner (1897–1985). 1947 flyttade familjen till Malmö, då hennes far blev rektor för Högre tekniska läroverket där. Hon tog musiklärarexamen vid Musikhögskolan i Stockholm 1951 och kyrkomusikerexamen vid Musikhögskolan i Malmö 1977. 
Från 1950 var hon gift med musikern Valter Bornemark, som avled 2017, och är sedan länge bosatt i Limhamn. Tillsammans har de de musikverksamma barnen Eva (född 1951), Sven (född 1957), Jörgen (1959–1997) och Dan Bornemark (född 1965), vilka i hög grad har medverkat och inspirerat i hennes arbete. 

### Musikskola, komponerande och media
Åren 1952-2007 drev hon i Malmö sin egen musikskola för barn, Musikleken Blåklockan i samverkan med maken Valter, som under några år bland annat hade slöjdundervisning i anslutning. I sin ungdom upplevde hon i Härnösand Alice Tegnérs sista offentliga konsert och det gjorde stort intryck på henne. I samband med sin musiklekskola började hon som komplement till den tidens visskatt skriva egna sånger, som passade hennes sätt att arbeta med barn. Den första visboken, Gubben i lådan, kom ut 1962 och därpå följde skivutgivning. Vid de första inspelningarna satt hon själv vid flygeln, maken Valter ledde orkestern och barnen Eva och Sven sjöng. Inspelningarna gjordes live i studion utan pålägg. Under de följande åren tillkom ett stort antal Småbarnskvartar i Sveriges Radio tillsammans med de egna barnen och Blåklocke-barn. Gullan Bornemark ledde under 1960-talet många teveprogramserier för barn, bland annat Tutirutan och Den glada butiken.
Bornemark har även skrivit flera sångtexter om trafik, ofta till välkända melodier, som ingick i barnprogrammet Anita och Televinken och dess Anita och Televinkens trafikskiva med syfte att lära barn trafikvett. En samling sånger och kompositioner för kyrkor och samfund har hon gett ut i samlingen Sjung för Guds skull. I ett tillägg till Svenska psalmboken ingår psalmen Mista en vän (Ps. 799). I boken Kyrksång (Verbum 2001) har hon bidragit med text och musik, översättningar och bearbetningar. Gullan Bornemark skrev även musik och sångtexter till musikalen Kärlekslabyrinten, framförd på Pildammsteatern i Malmö 1963.
Den 30 mars 2023 meddelade Lunds universitet att Gullan Bornemark kommer att utnämnas till hedersdoktor.

### Konsertturnéer
Gullan Bornemark har alltsedan 1966 gjort omfattande skolturnéer, först i Rikskonserters och senare i egen regi. Under 1970- och 1980-talen turnerade hon även över hela Norge i Rikskonsertenes regi, med de egna visorna översatta till norska, utgivna i Oslo. Sedan 1980-talet och framåt har hon framträtt landet runt med egna konsertprogram av skilda slag, bland annat Alice och Lina – om Alice Tegnér och Lina Sandell – tillsammans med dottern Eva, visprogram med sonen Sven och kyrkokonserter med sonen Dan samt många konserter på egen hand. Tillsammans med Dan Bornemark har hon även fortsatt arbetet med musik för barn och nya kompositioner.

### Sångböcker
- 1962 – Gubben i lådan, illustrationer av Ylva Källström-Eklund
- 1964 – Hallå hallå, illustrationer av Ylva Källström-Eklund
- 1967 – Musseri-Mussera, illustrationer av Ylva Källström-Eklund
- 1967 – Herr Gårman, illustrationer av Ylva Källström-Eklund
- 1979 – Pärlorna – Gullan Bornemarks bästa barnvisor, illustrationer av Ylva Källström-Eklund
- 1989 – Bornemark fyrhändigt (för piano)
- 1989 – Min allra bästa kompis, illustrationer av Ilon Wikland
- 1995 – Fruktsallad (med Dan Bornemark), illustrationer av David Polfeldt
- 1997 – Klang i bygget (texter med Dan Bornemark), illustrationer av David Polfeldt
- 1999 – Jorden runt (texter med Dan Bornemark), illustrationer av Sara Lundberg
- 2000 – Sjung för Guds skull (med Dan Bornemark), illustrationer av Sara Lundberg
- 2002 – Tut i rutan A–Ö, illustrationer av David Polfeldt
- 2007 – Tre sånger

## Diskografi
EP-skivor
- 1962 – "Gubben i lådan"
- 1962 – "Gumman i lådan"
- 1964 – "Hallå hallå"
- 1967 – "Musseri mussera"
- 1967 – "Herr Gårman"
- 1967 – "Månstegen"
- 1968 – "Mormors gamla Ford"
- 1969 – "Barnens trafikklubb 1, 2, 3"
- 1991 – "Gullan Bornemix"

LP-skivor
- 1967 – Sudda sudda och Tvätta bilen (guldskiva 1968)
- 1991 – Gullan Bornemix

CD-skivor
- 1990 – Min allra bästa kompis 1, 2
- 1991 – Sudda sudda och Tvätta bilen
- 1991 – Guldkorn
- 1995 – Fruktsallad (texter med Dan Bornemark)
- 1997 – Klang i bygget
- 1999 – Jorden runt (texter med Dan Bornemark)
- 2000 – Sjung för Guds skull (texter med Dan Bornemark)
- 2002 – Tut i rutan A–J, K–R, S–Ö
- 2002 – Tut i rutan A–Ö (samlingsbox)
- 2009 – Sudda sudda
- 2018 – Mina egna favoriter

## Visor i urval
- "Gubben i lådan"
- "Gå i solen"
- "Hallå hallå"
- "Lillebror"
- "Min ponny"
- "Sudda sudda"
- "Är du vaken Lars"
- "Skojiga valpen" (känd som "Valpen min")
- "Stackars lilla trollet"
- "Herr Gårman"
- "Alexander Kyckling"
- "Ägg"
- "Var är Oskar?"
- "Fiskarns julagran"

## Priser och utmärkelser
- 2000 – Alice Tegnér-musikpriset
- 2007 – SKAP:s hederspris[9]
- 2008 – Malmö stads kulturpris[10]
- 2009 – H.M. Konungens medalj i 8:e storleken[11]
- 2013 – Fred Winters Minnesfond[12]
- 2015 – Invald i Swedish Music Hall of Fame[13]
- 2016 – Medaljen för tonkonstens främjande[14]
- 2018 – Musikförläggarnas hederspris[15]
- 2019 – En Grammis för årets barnmusikalbum Mina egna favoriter.[16]